# Atlantische zwartkeeltrogon
De Atlantische zwartkeeltrogon (Trogon chrysochloros) is een vogel uit de familie Trogonidae.

## Taxonomie
Dit taxon werd in 1856 door de Duitse vogelkundige August von Pelzeln geldig beschreven, maar sinds 1945 als ondersoort beschouwd van de zwartkeeltrogon (T. rufus). In 2024 is dit taxon als soort op de IOC World Bird List geplaatst. De soortaanduiding chrysochloros is afgeleid van het Oudgrieks χρυσος (chrysos is goud) en χλωρος (chloros is groen). 

## Verspreiding en leefgebied
Deze soort komt voor in Brazilië, Paraguay en Argentinië. Er worden twee ondersoorten onderscheiden: 
- T. c. muriciensis Dickens, Bitton, Bravo & Silveira, 2021 in noordoostelijk Brazilië.
- T. c. chrysochloros Pelzeln, 1856 Oostelijk en zuidelijk Brazilië, Paraguay en noordoostelijk Argentinië

## Status
De grootte van de populatie van de zwartkeeltrogon (met deze soort als ondersoort) werd in 2019 geschat op 0,5-5 miljoen volwassen vogels en kreeg van de IUCN  de status niet bedreigd.